# Parque nacional submarino La Caleta

El Parque Nacional Submarino La Caleta está ubicado a unos 20 kilómetros de Santo Domingo, frente al Aeropuerto Internacional de Las Américas Dr. José Francisco Peña Gómez, el parque nacional Submarino La Caleta constituye el primer parque submarino en la República Dominicana, alcanza una profundidad máxima de 180 metros,aunque tiene diferentes niveles del fondo que sólo alcanzan entre 10 y 50 metros, en los cuales se pueden encontrar arrecifes y peces como los candiles, soldados o pez luna, que encuentran en las colonias coralinas su refugio y alimento. Es uno de los parques submarinos más visitados del país tanto por buzos nacionales como internacionales. Considerado por los expertos como uno de los cinco mejores puntos de buceo en el Caribe.
Está clasificado dentro de la categoría de parques ecoturísticos, orientados a la valoración de los recursos naturales existentes, incentivando en los participantes el comportamiento positivo hacia la conservación y respeto de la naturaleza. 
El principal atractivo turístico es el barco Hickory, hundido en 1984 por el Grupo de Investigadores Submarinos (GIS) con el propósito de producir un hábitat seguro para especies amenazadas. Dentro del parque se encuentra el museo etnológico y arqueológico, poseedor de una importante colección de objetos taínos. Fue creado mediante el Decreto n.º 249 del 25 de septiembre de 1986.

## La historia
Para la llegada de los conquistadores en 1492, La Caleta era un importante asentamiento indígena. La zona que abarca actualmente La Caleta, con sus sectores aledaños, era conocida como Hatos del Toro y, según la tradición, era habitada por negros que se dedicaban a la pesca y la agricultura.
En el 1972, las familias que vivían alrededor de la “playita” fueron desalojadas para iniciar las excavaciones y la construcción del Museo Panteón Arqueológico y el parque nacional.

## El Museo-Panteón y yacimiento arqueológico
En 1972, La Caleta se constituyó en centro de la comunidad científica al descubrirse 373 osamentas pertenecientes a grupos indígenas precolombinos que habitaban la isla de Santo Domingo. El hallazgo tuvo gran importancia debido a que los restos estaban asociados a tres componentes culturales que habitaron la isla: ostionoide, elenoide tardío y taíno tardío; las osamentas datan de 650, 750 y 840 años de antigüedad de nuestra era.
Los arqueólogos encontraron un enterramiento secundario formado por un túmulo de huesos infantiles que daban la impresión de haber sido amarrados al igual que lo hacen los campesinos con la leña. El fallecimiento de ellos se debió quizás a una epidemia.
Los ritos funerarios de los aborígenes incluían los enterramientos en posición fetal (flexada), donde se enterraba el muerto con diversas ofrendas de acuerdo con su ascendiente social. Generalmente, estas ofrendas estaban compuestas de guijarros marinos, ollas, hachas y diversos restos de alimentos.
Las ofrendas podían aparecer sobre la cabeza, a los lados, sobre el pecho, la cintura o debajo del cadáver. Cuando se trataba de collares, por lo general se localizan cerca del cuello del difunto.
El levantamiento del yacimiento se llevó a cabo a lo largo de dos años, los trabajos de rescate fueron realizados por los arqueólogos Fernando Morbán Laucer, Luis Chanlatte Baik y Manuel García Arévalo, con los auspicios del Estado Dominicano, contando además, con la participación de investigadores de los Estados Unidos y Puerto Rico.
Desde sus inicios tanto los investigadores como el gobierno ponderaron la creación de un museo arqueológico, con la confección de una museografía didáctica para turistas, estudiantes e investigadores para la comprensión y estudio de las costumbres funerarias de los indígenas.
En 1974 el Gobierno Constitucional del fenecido presidente Dr. Joaquín Balaguer inauguró el Museo-yacimiento arqueológico La Caleta con fines turísticos, científicos y didácticos.

## Flora
La flora del parque es típica del bosque de llanura costera (bosque semidesiduo), pudiendo encontrar algunas especies de árboles como:
- El Almendro (Terminalia catappa)
- El Almácigo (Bursera simaruba)
- Higuero (Crescentia cujete)
- Caoba (Swietenia mahagoni)
- Roble (Catalpa longissima)
- Amapola (Spathodea campanulata)
- El Cha-chá (Albizia lebbeck)
- Ceiba (Ceiba pentandra)
- Cocotero (Cocos nucifera)
- Palma Cana (Sabal umbraculifera)
- Uva de playa (Coccoloba uvifera)

## Fauna
La fauna del parque está representada por varias especies de corales, peces, equidermos, reptiles y aves.

### Corales
- Coral cerebro
- Coral blando
- Coral negro

### Peces
- Peces loros (Scarus vetula)
- Mero (Epinephelus marginatus)
- Anguila (Anguilla rostrata)
- Manta raya (Raja brachyura)
- Pez león (Pterois antennata)

### Moluscos
- Lambí (Strombus gigas)
- Cucaracha de mar (Poliplacóforus)
- Almejas (Bivalvos).

### Equinodermos
- Estrellas de mar (Archaster typicus).

### Reptiles
- Mariguanita (Leucephalus lunatus)
- Lagartija común (Anolis distichus)

### Aves
- Cigua palmera (Dulus dominicus)
- Carpintero (Melarnerpes striatus)
- Pelicanos
- Tijeretas
- Auras tiñosas
- Sumbador

## Contacto
Reef Check República Dominicana 
Prol. Fantino Falco # 5, Santo Domingo, República Dominicana 
Teléfono / Fax (809) 227-4409 
Web: www.reefcheckdr.org
- Datos: Q16616247